# Joseph Mitsuaki Takami
Joseph Mitsuaki Takami PSS (japonêsヨゼフ高見三明, Jozefu Takami Mitsuaki; nascido em 21 de março de 1946 em Nagasaki, Japão) é um clérigo católico romano japonês e arcebispo emérito de Nagasaki.

## Biografia
Joseph Mitsuaki Takami nasceu em uma família católia. Foi ordenado sacerdote pela Arquidiocese de Nagasaki em 20 de março de 1972 e ingressou na Ordem Sulpiciana e fez sua profissão em 29 de outubro de 1973.
De 1973 a 1985, continuou seus estudos em Roma. Obteve uma licenciatura em teologia dogmática na Pontifícia Universidade Gregoriana e outra em Sagrada Escritura no Pontifício Instituto Bíblico. Estudou também no Instituto Católico de Paris e Jerusalém. De 1985 a 2002, lecionou teologia dogmática e Sagrada Escritura no Seminário de São Sulpício em Fukuoka, onde foi vice-reitor (1990-1991), reitor (1993-1998) e por alguns anos ecônomo. Em 1988, ele foi pároco assistente de uma paróquia em Fukuoka.
Em 7 de fevereiro de 2002, o Papa João Paulo II o nomeou Bispo Titular de Munatiana e Bispo Auxiliar de Nagasaki. Foi ordenado bispo pelo Arcebispo de Nagasaki, Francis Xavier Kaname Shimamoto IdP, em 29 de abril do mesmo ano, na Catedral da Imaculada Conceição, Nagasaki; os principais co-consagradores foram Peter Takeo Okada, Arcebispo de Tóquio, e Joseph Hisajiro Matsunaga, Bispo de Fukuoka.
Em 17 de outubro de 2003 foi nomeado Arcebispo de Nagasaki e empossado em 14 de dezembro do mesmo ano.
Takami, que sobreviveu ao bombardeio atômico de Nagasaki em 9 de agosto de 1945 ainda não nascido, rejeita estritamente as armas nucleares. Ele perdeu uma avó, duas tias e um tio no bombardeio.
Em 2015, após o primeiro sínodo arquidiocesano, ele disse que a arquidiocese estava passando por "um profundo sentimento de crise" com o "definhamento e enfraquecimento" da comunidade católica, que havia caído de 75.000 para 62.000 em 30 anos. O arcebispo Takami liderou a Conferência Episcopal Católica do Japão a partir de 2016, até ser sucedido pelo Arcebispo Tarcisius Isao Kikuchi.
Em 28 de dezembro de 2021, o Papa Francisco aceitou sua aposentadoria do cargo de Arcebispo de Nagasaki.